# Užitečný idiot
Užitečný idiot je pojem politického žargonu používaný pro lidi vnímané jako propagandisté ve věcech, jejichž cílů si nejsou plně vědomi a jsou cynicky využíváni ostatními pro šíření propagandy o jejímž účelu nemají povědomí.
Během studené války byl termín používán pro sympatizanty s Východním blokem ze západních zemí, kteří byli naivní a cynicky využiti Sovětským svazem nebo jiným komunistickým režimem. 
V širším slova smyslu se pojem vztahuje na západní novináře, cestovatele a intelektuály, kteří dávají požehnání (často se zápalem náboženství) tyranům a tyranským režimům, přičemž se snaží přesvědčit veřejnost a politiky, že utopickým ideologiím se daří.
Postupem času se význam rozšířil a dnes označuje osoby, které se nechaly nevědomky zmanipulovat různými politickými aktéry.[zdroj?]

## Historie použití
Toto slovní spojení je přisuzováno Leninovi, avšak neexistuje důkaz, že by ho Lenin kdy použil, spojení užitečný idiot se nevyskytuje v žádném jeho díle či proslovu.
V angličtině se spojení užitečný idiot (useful idiot) poprvé objevilo v roce 1948 v listu New York Times v souvislosti s italskou politikou. 
Jako užiteční idioti byli označováni lidé, kteří z idealistických důvodů podporovali zahraniční politiku administrativy George W. Bushe, včetně války v Afghánistánu a invaze do Iráku.

## Používání v souvislosti s válkou na Ukrajině
V souvislosti s  Anexí Krymu Ruskou federací a válkou na Ukrajině došlo k četnému použití tohoto výrazu ve vedoucích mezinárodních médiích, a to v případech srdečných projevů známých osobností vůči ruské vládě pod Vladimirem Putinem. Jako užitečný idiot tak byl označen Gérard Depardieu, Gerhard Schröder, Sepp Blatter, Wilfried Scharnagl, Alexis Tsipras, Marine Le Penová, David Duchovny, Mickey Rourke, Steven Seagal a Tucker Carlson. V Německu byli takto označeni mimo jiných též Gabriele Krone-Schmalz, Udo Voigt, Matthias Platzeck, Philipp Mißfelder, Carlo Masala a Alexander Rahr. Na Slovensku Andrej Danko nebo Ľuboš Blaha a v České republice Jaroslav Doubrava, Tomio Okamura a Jaroslav Foldyna. Až do svého prozření po ruském útoku na Ukrajinu v únoru 2022 byl opakovaně jako užitečný idiot označován dlouholetý zastánce Putinových zájmů český prezident Miloš Zeman.
Označení těchto osob jako užiteční idioti nesouvisí jen s výtkou, že kvůli nepatrným osobním zájmům jsou ochotni se přiklonit k Moskvě a nechat se Kremlem zmanipulovat k jeho vnitropolitickým a zahraničním zájmům, aniž by chápali okolnosti a následky svého jednání.

## Používání v souvislosti s teroristickým útokem Hamásu
Premiér Izraele Benjamin Netanjahu při projevu k americkým kongresmanům 25. srpna 2024 označil americké odpůrce izraelského zásahu v Gaze za užitečné idioty. Mluvčí Bílého domu pro národní bezpečnost John Kirby na dotazy novinářů zprvu neodpověděl, teprve na opakovaný dotaz, zdali protestující před Kapitolem slouží Íránu jako užiteční idioti řekl, že: „tohle není fráze, kterou bychom použili“.